# 北大阪トラックターミナル
北大阪トラックターミナル（きたおおさかトラックターミナル）は、大阪府茨木市宮島にある公共トラックターミナル。南海電気鉄道株式会社が運営する北大阪流通センターに位置する。

## 概要
大阪府都市開発株式会社（2014年に南海電気鉄道子会社となり泉北高速鉄道に商号変更）により東大阪トラックターミナルに次いで、1974年3月に設置された。
北大阪流通センターは、北大阪トラックターミナル、北大阪流通倉庫、北大阪共同配送センターで構成される。隣接している大阪府食品流通センターについては、泉北高速鉄道が2015年に株式会社大阪府食品流通センターの全株式を取得、2023年10月に合併した。
2014年の北大阪トラックターミナル2号棟竣工、2020年の北大阪トラックターミナル1号棟竣工、2023年の大阪府食品流通センターE棟竣工など、近年再開発が進んでいる。2026年竣工予定で北大阪トラックターミナルII期棟を建設中である。

## 沿革
- 1974年（昭和49年）
  - 3月 - 北大阪トラックターミナルが供用開始[4]
  - 10月 - 北大阪流通倉庫が供用開始[4]
- 1984年（昭和59年）10月 - 北大阪共同配送センター1号棟が供用開始[4]
- 1990年（平成2年）1月 - 北大阪共同配送センター2号棟が供用開始[4]
- 1993年（平成5年）4月 - 北大阪共同配送センター3号棟が供用開始[4]
- 2005年（平成17年）4月 - 北大阪共同配送センター4号棟が供用開始[4]
- 2014年（平成26年）1月 - 北大阪トラックターミナル2号棟が供用開始[4]
- 2016年（平成28年）9月 - 北大阪トラックターミナル新管理棟が供用開始[4]
- 2020年（令和2年）4月 - 北大阪トラックターミナル1号棟が供用開始[4]
- 2025年（令和7年）4月1日 - 泉北高速鉄道が南海電気鉄道に吸収合併されたのに伴い[5]、北大阪トラックターミナルは同社に承継

## 施設概要
北大阪トラックターミナル
- 所在地 - 〒567-0000 大阪府茨木市宮島二丁目5番1号（安威川挟んで反対側に大阪貨物ターミナル駅がある）
- 敷地⾯積 - 174,607平方メートル
- バース数 - 419バース
- ヤマト運輸茨木宮島営業所
- 佐川急便宮島センター(中継拠点)
- 西濃運輸北大阪ハブ支店(九州向けの中継輸送を行う拠点)[6]
- 日ノ丸西濃運輸北大阪支店(山陰向けの中継輸送を行う拠点)
- 日本通運北大阪アローターミナル支店。
  - 大阪府のうち大阪市北東部8区（淀川区・東淀川区・都島区・城東区・旭区・鶴見区・東成区・生野区）、北摂7市2郡（豊中市、吹田市、池田市、箕面市、豊能郡、摂津市、茨木市、高槻市、三島郡）、北河内7市（守口市、門真市、寝屋川市、枚方市、大東市、四條畷市、交野市）、東大阪市、八尾市、兵庫県のうち川西市、川辺郡を管轄する日通アロー便の支店。
- 付帯設備
  - 仮眠室（168室）、休憩室
  - 女性専用室（シャワー室<3室>、仮眠室<4室>、休憩室）
  - 洗車
  - カフェテリア（⾷堂）
  - 浴場
  - 売店

北大阪流通倉庫
- 敷地面積 - 51,708平方メートル

北大阪共同配送センター
- 敷地面積 - 45,702平方メートル